# Universités nouvelles
Ne doit pas être confondu avec New Universities.
En France, le terme d’« universités nouvelles » désigne huit universités créées pendant les années 1990. Elles ne sont pas structurées entre elles.

## Origine
À partir des années 1990, le ministre de l’Enseignement Supérieur Lionel Jospin lance le plan université 2000 dans un objectif d’aménagement du territoire ; les établissements doivent alors faire face à un afflux de 50 000 à 100 000 étudiants supplémentaires par an. Il s’agissait en particulier de désengorger les universités parisiennes et lilloises,.
Ces universités ont été créées à partir de composantes délocalisées d'universités plus anciennes, ou de programmes mis spécifiquement en place par ces dernières. Les quatre universités nouvelles situées en Ile-de-France ont été créées par décrets du 22 juillet 1991, celles de l'Artois et du Littoral par décrets en date du 7 novembre de la même année, celle de La Rochelle en 1993, et celle de Bretagne-Sud en 1995.
L'université de Bordeaux IV créée en 1995 par la scission de l'université Bordeaux I, et celle de Nîmes créée en 2007 ne sont pas considérées comme appartenant à ce groupe.

## Liste des universités nouvelles

### Région parisienne
- Université de Cergy-Pontoise, devenue le 1er janvier 2020 CY Cergy Paris Université, après sa fusion avec l'École internationale des sciences du traitement de l'information (EISTI)
- Université d'Évry-Val-d'Essonne (UEVE), qui disparaitra en 2025 en se fondant dans l'Université Paris-Saclay, de même que l'UVSQ.
- Université de Marne-la-Vallée, devenue le 1er janvier 2020 l'université Gustave-Eiffel, après sa fusion avec l'Institut français des sciences et technologies des transports, de l'aménagement et des réseaux (IFSTTAR)
- Université de Versailles-Saint-Quentin-en-Yvelines (UVSQ), qui disparaitra en 2025 en se fondant dans l'Université Paris-Saclay, de même que l'UEVE.

### Nord
- Université d'Artois
- Université du Littoral-Côte-d'Opale

### Façade atlantique
- Université de La Rochelle
- Université de Bretagne-Sud